# Metopiora
Metopiora là một chi bướm đêm thuộc họ Noctuidae.

## Loài
- Metopiora sanguinata (Lucas, 1892)